# Коваленко Валентина Михайлівна
Валентина Михайлівна Коваленко (нар. 9 вересня 1964 р.) — українська політична діячка, поетеса, прозаїкиня, літературознавиця, педагогиня. Голова Черкаської обласної ради (2014—2015), член Національної спілки письменників України.

## Біографічні відомості
Народилася 9 вересня 1964 р. у с. Самгородок Смілянського району Черкаської області в селянській родині Михайла Федоровича і Лідії Федорівни (до шлюбу Євенко) Чуйченків. Закінчила Самгородську восьмирічну та Макіївську середню школи.
1984—1989 рр. — навчання у Черкаському педагогічному інституті.
1996—2000 рр. — аспірантура при кафедрі педагогіки Черкаського національного університету імені Б. Хмельницького.
1982—1986 рр. — вихователька дитячого садка колгоспу імені Т. Шевченка в с. Самгородок Смілянського району.
1986—1992 рр. — вихователька дитячого комбінату № 4 відомства ЧШК, м. Черкаси.
1992—1993 рр. — учителька Черкаської загальноосвітньої школи № 5.
1993—1996 рр. — заступниця директора Черкаської загальноосвітньої школи № 5.
1996—2002 рр. — учителька Черкаської загальноосвітньої школи № 5.
2002—2004 рр. — асистентка кафедри української літератури та компаративістики в Черкаському національному університеті ім. Б. Хмельницького.
З 2004 року — кандидатка педагогічних наук, доцентка.
З 2004 року — доцентка кафедри української літератури та компаративістики в Черкаському національному університеті ім. Б. Хмельницького.
З 2014 року — голова Черкаської обласної ради.
З 2016 року — методистка Черкаського обласного Центру роботи з обдарованими дітьми Черкаської обласної ради.
З 2020 до лютого 2025 — в.о. генерального директора Шевченківського національного заповідника, м. Канів.

## Громадсько-політична діяльність
2006—2010 рр. — депутатка Черкаської обласної ради V скликання.
З 2010 р. депутатка Черкаської обласної ради VI скликання.
З 25 лютого 2014 року до 2015 року голова Черкаської обласної ради.
З 2017 року — голова Черкаської крайової організації політичної партії "Народний рух України".
З 1998 року — членкиня Національної спілки письменників України. З грудня 2010 року до березня 2013 року — голова Черкаської обласної організації НСПУ.
Членкиня правління Черкаського обласного фонду культури. Членкиня Черкаського обласного відділення Всеукраїнського товариства «Просвіта» ім. Т. Шевченка. Членкиня правління Черкаської обласної організації Національної спілки письменників України.

## Літературна творчість
Авторка поетичних та прозових книжок: «З любові», «Перевесла істин», «Приворот-зілля», «Вовчик», «Ненароджене сонце або Великий піст Зінька Самгородського», «Трунок Сварожого рога»,  «Перелесниця», «Тобі б моїм поговорить вогнем»; «Приворот-зілля. Зібране», «Втеча», «Вишіптування мокшанської бешихи».  
Авторка-укладачка ряду антологій: «Криничка. Антологія творів письменників Черкащини для дітей та юнацтва», «Антологія творів письменників Черкащини про Другу світову війну», «Антологія творів письменників Черкащини про Тараса Шевченка», «Шевченковий блокпост. Антологія воєнної лірики».
Авторка літературознавчих розслідів із питань психології літературної творчості П. Гулака-Артемовського, Т. Шевченка, М. Старицького, М. Драй-Хмари, Тодося Осьмачки («Русалко з куцівських ярів»),  Олекси Влизька, Івана Виргана, Зінаїди Тулуб, Василя Симоненка («Його весна говерлила громи…»), В. Захарченка та ін.
Авторка ряду навчальних підручників та посібників для вчителів і школярів з літератури рідного  («Роду криниця віща», «На осонні слова», «Поетичний гербарій» та ін.), численних публікацій у періодиці.

## Відзнаки та нагороди
Лауреатка літературних премій: «Берег надії» імені В. Симоненка,  ім. М. Старицького, ім. М. Масла, «Благовіст», ім. Т. Осьмачки, ім. Олекси Кобця.
Лауреатка Всеукраїнської літературно-мистецької премії імені Івана Дробного у 2024 році в номінації «Поезія» — за поетичну збірку «Вишіптування мокшанської бешихи».